# 宇野峠

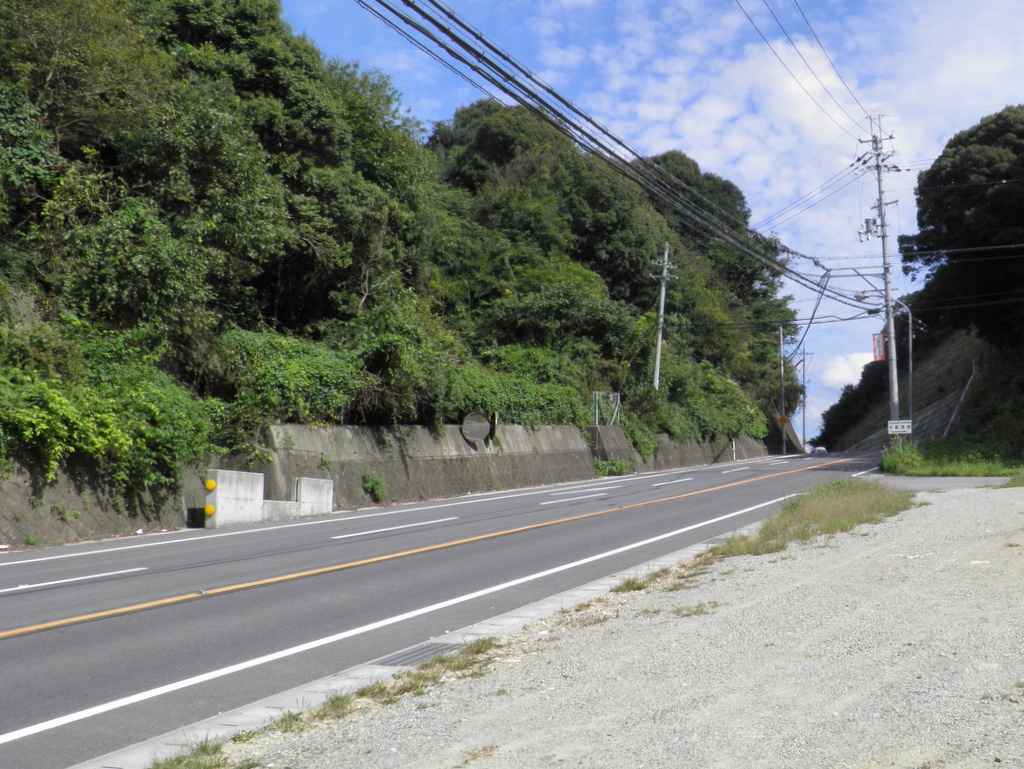
三在町側（西側）より宇野峠を見る。左には登坂車線が見える

宇野峠（うのとうげ）は、奈良県五條市にある峠。標高は約220m。
五條市の三在町から西阿田町の間にある尾根を越える峠で、現在は国道370号が走る。全区間2車線道路で、西側（三在側）には登坂車線がある。峠麓付近はカーブがあるものの、峠全体は比較的まっすぐな坂道が続く。山頂付近はかなり切り下げられており両側を擁壁が挟む。昔は擁壁が迫っており、また緩やかにS字にカーブしているため見通しが悪かったが、現在は拡幅され改善されている。
位置 - 北緯34度22分18.9秒 東経135度43分51.1秒 / 北緯34.371917度 東経135.730861度。

## 歴史
吉野川（紀の川）は、阿太橋（原町－南阿田）付近から栄山寺橋（小島町－野原町）付近までは大きく蛇行し、両岸は切り立った岩に囲まれており街道として川沿いを通るには不適であった。そのため、吉野川北岸を並行して通る、紀州藩の参勤交代道でもあった伊勢街道（和歌山街道）は、この難所を避けて宇野峠を越えることになる。西側にある宇野・三在付近は、奈良盆地からやってくる中街道（重阪峠）、下街道（風の森峠、現・国道24号）や金剛山地を越えて河内国とを結ぶ久留野峠からの道とも接続する交通の要所で、明治までは旅館や一膳飯屋、人力車張場などがあり賑わったという。
なお、伊勢街道（和歌山街道）が宇野峠を越える間の吉野川沿いにも道があり、こちらは栄山寺街道と呼ばれた。